# Väster-Äcklingen
Väster-Äcklingen är en sjö i Ragunda kommun i Jämtland och ingår i Indalsälvens huvudavrinningsområde. Sjön har en area på 0,657 kvadratkilometer och ligger 257,9 meter över havet. Sjön avvattnas av vattendraget Mörtån (Blekån).

## Delavrinningsområde
Väster-Äcklingen ingår i det delavrinningsområde (701558-148396) som SMHI kallar för Utloppet av Väster-Äcklingen. Medelhöjden är 309 meter över havet och ytan är 5,6 kvadratkilometer. Räknas de 20 avrinningsområdena uppströms in blir den ackumulerade arean 200,8 kvadratkilometer. Mörtån (Blekån) som avvattnar avrinningsområdet har biflödesordning 2, vilket innebär att vattnet flödar genom totalt 2 vattendrag innan det når havet efter 164 kilometer. Avrinningsområdet består mestadels av skog (64 procent). Avrinningsområdet har 0,66 kvadratkilometer vattenytor vilket ger det en sjöprocent på 11,7 procent.